# 1890er
Portal Geschichte | Portal Biografien | Aktuelle Ereignisse | Jahreskalender | Tagesartikel

◄ |
18. Jh. |
19. Jahrhundert
| 20. Jh. | ►

◄ |
1860er |
1870er |
1880er |
1890er
| 1900er | 1910er | 1920er | ►

1890 |
1891 |
1892 |
1893 |
1894 |
1895 |
1896 |
1897 |
1898 |
1899

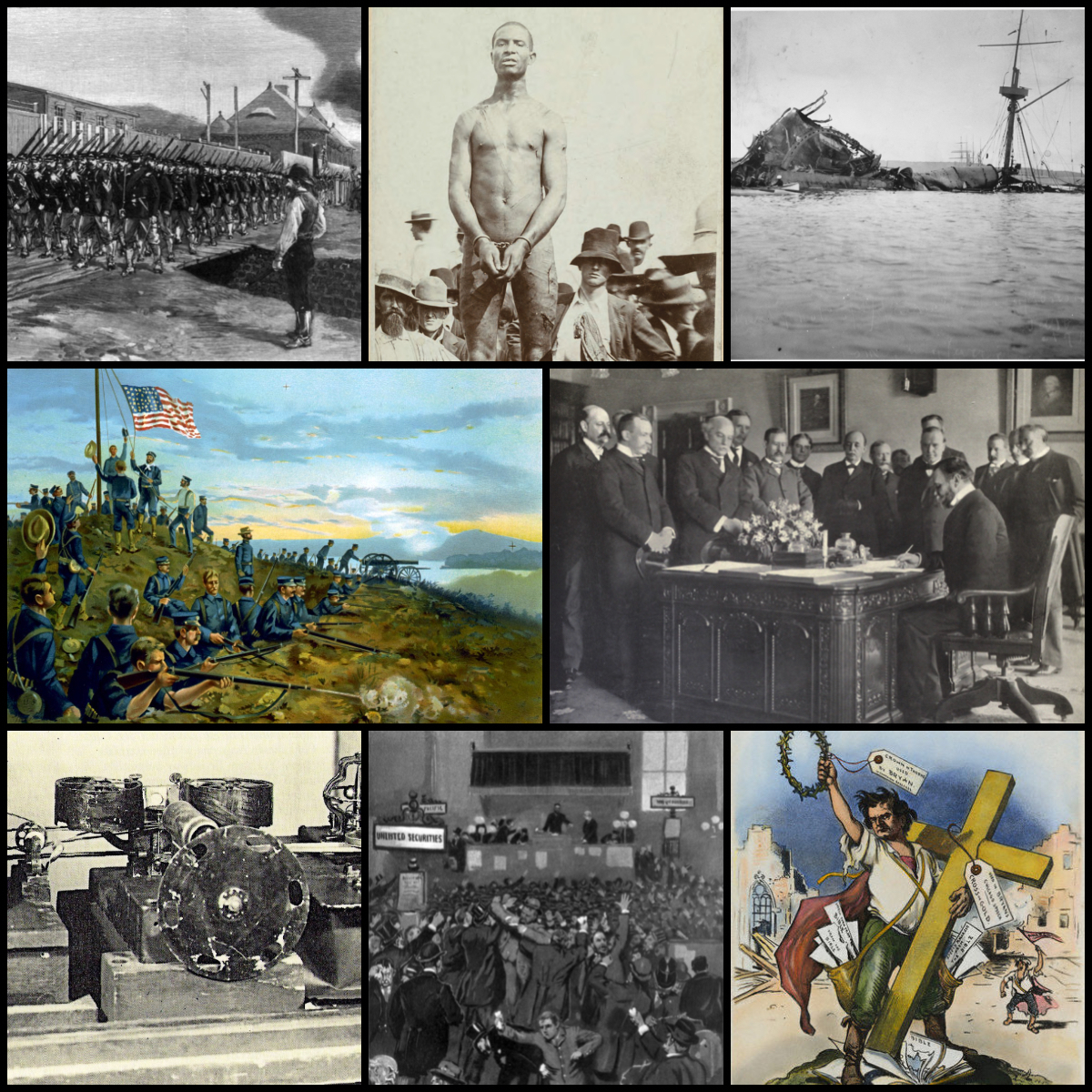

Die 1890er-Jahre begannen mit dem 1. Januar 1890 und endeten am 31. Dezember 1899. Diese Dekade stellt das letzte Jahrzehnt des 19. Jahrhunderts dar.
Das Jahrzehnt war geprägt von den Auswirkungen der Industrialisierung, die das wirtschaftliche und soziale Gefüge in vielen Teilen der Welt veränderte. In Europa und Nordamerika florierte die Wirtschaft, was zu einem Anstieg der Urbanisierung und zu bedeutenden Fortschritten in Technologie und Wissenschaft führte. Gleichzeitig trat eine Reihe sozialer Bewegungen in Erscheinung, die sich für Arbeiterrechte, Frauenrechte und soziale Gerechtigkeit einsetzten. Politisch erlebte die Welt die Zunahme nationalistischer Strömungen und imperialer Ambitionen, die das geopolitische Klima prägten. In der Kunst und Literatur blühten neue Strömungen auf, die die Vorstellungen von Ästhetik und Identität herausforderten. Die 1890er Jahre waren somit ein Jahrzehnt des Wandels, das den Übergang in das 20. Jahrhundert einleitete und viele der Konflikte und Entwicklungen prägte, die die folgende Ära bestimmen sollten.

## Ereignisse

### Politik

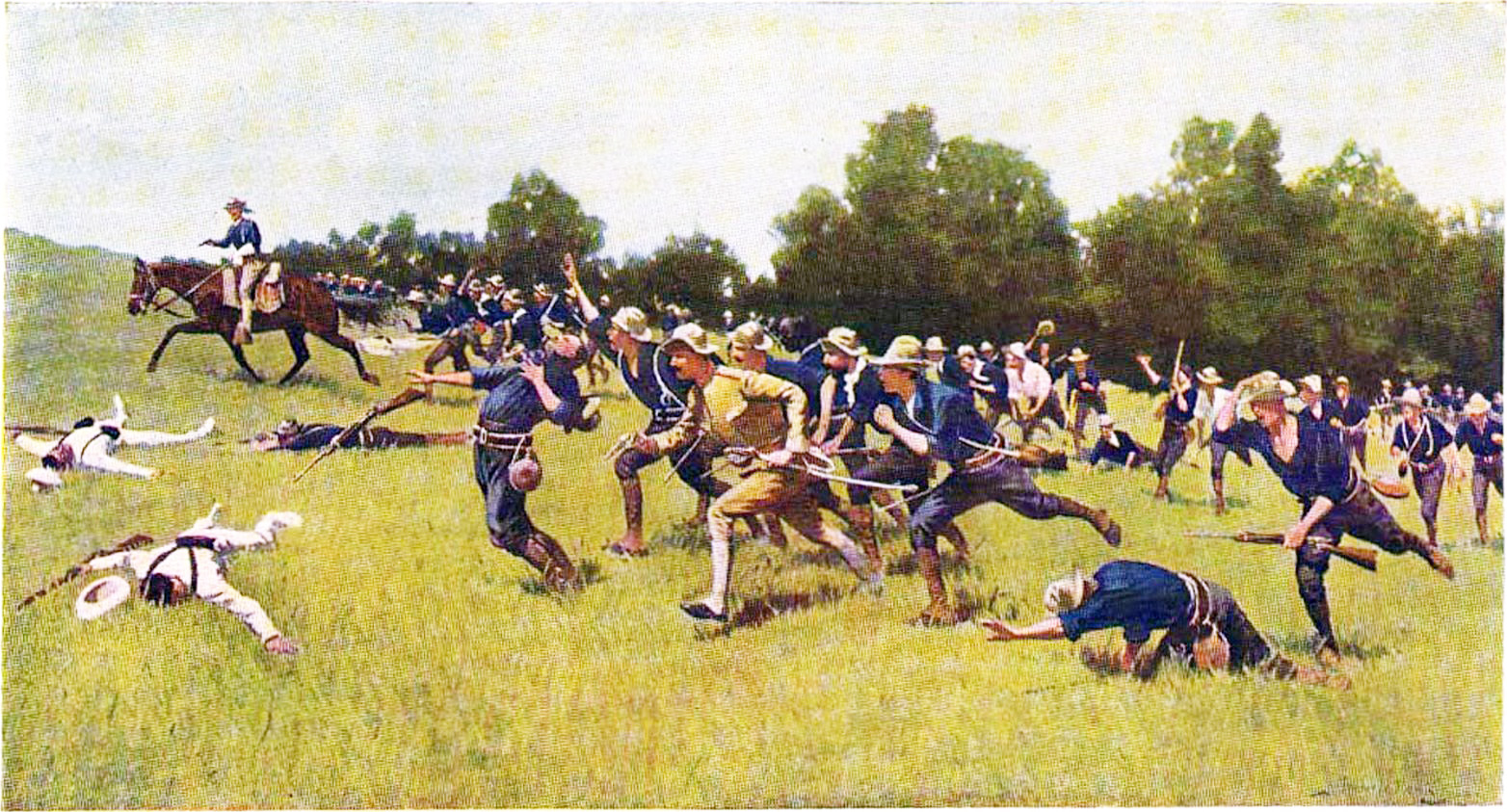
Spanisch-Amerikanischer Krieg: Angriff einer amerikanischen Truppe am San Juan Hill. Gemälde von Frederic Sackrider Remington.

- 1890: Namensänderung der SAPD nach dem Ende der Sozialistengesetze in SPD, 1891 Verabschiedung des Erfurter Programms
- 1890: Otto von Bismarck wird von Kaiser Wilhelm II. zum Rücktritt gezwungen. Nachfolger wird Leo von Caprivi.
- 1890: Mit dem Massaker von Wounded Knee wird der letzte Widerstand der amerikanischen Ureinwohner gegen Landraub und Völkermord gebrochen.
- 1890: Helgoland-Sansibar-Vertrag – Das Deutsche Reich erhält Helgoland vom Vereinigten Königreich; im Austausch dazu erkennt das Deutsche Reich die britischen Ansprüche auf Sansibar an und tritt die deutsche Kolonie Wituland an das Vereinigte Königreich ab.
- 1891: Die Einführung der Volksinitiative wird in der Schweiz beschlossen.
- 1892: Grover Cleveland wird als erster US-Präsident mit zwei zeitlich voneinander getrennten Amtszeiten ins Amt gewählt.
- 1893: Einführung des Frauenwahlrechts in Neuseeland. Neuseeland ist der erste neuzeitliche Staat, der Frauen dieses Bürgerrecht uneingeschränkt zugesteht.
- 1894: Der Donghak-Aufstand1894/1895: Erster Japanisch-Chinesischer Krieg: Japan erhält Taiwan
- 1894–1896 und Widerstand von Sason: Erstes großes Massaker von Türken und Kurden an Armeniern; Hamidische Massaker.
- 1894–1898: Dreyfus-Affäre in Frankreich, Émile Zola.
- 1896–1898: Philippinische Revolution.
- 1896: Der Britisch-Sansibarische Krieg ist der kürzeste Krieg der Weltgeschichte. Er dauert am 27. August 1896 nur 38 Minuten.
- 1896/1897: Türkisch-Griechischer Krieg, Pogrome an den Armeniern, türkisches Massaker auf Kreta.
- ab 1898: Deutsch-Britisches Flottenwettrüsten
- 1898: Spanisch-Amerikanischer Krieg, Spanien verliert seine Kolonien in Amerika.
- 1898: Faschoda-Krise zwischen dem Vereinigten Königreich und Frankreich um Kolonien in Afrika.
- 1898: Die österreich-ungarische Kaiserin Elisabeth wird in Genf von dem italienischen Anarchisten Luigi Lucheni mit dem Stich einer spitzen Feile ermordet.

- 1899–1902: Zweiter Burenkrieg.

### Wirtschaft
- 1890: Mit dem Eintrag ins Handelsregister nimmt die Allianz Versicherungs-AG in Berlin ihren Geschäftsbetrieb auf.
- 1890: Das Unternehmen Kühne + Nagel wird in Bremen gegründet.
- 1890: Das deutsche Unternehmen Deutsch-Österreichische Mannesmannröhren-Werke AG wird in Düsseldorf gegründet.
- ab 1890: Aufgrund drastisch gefallener Rohstoffpreise kann Argentinien seine Auslandsschulden nicht mehr bedienen, worauf die Londoner Barings Bank, einer der Hauptgläubiger des Landes, in die Insolvenz gerät. In der Folge kommt es zu weiteren Krisen in Südafrika und den USA.
- 1891: In Chicago wird von William Wrigley Jr. die Seifenfirma Wm. Wrigley Jr. Company gegründet.
- 1891: Gerard Philips gründet in Eindhoven das Unternehmen Philips.
- 1892: Asa Griggs Candler gründet in Atlanta, Georgia, das Unternehmen The Coca-Cola Company.
- 1892: Begrenzte staatliche Mittel für den Bau neuer Eisenbahnstrecken führen zum Erlass des Preußischen Kleinbahngesetzes. Die privaten Eisenbahnen bewirken in Preußen in den Folgejahren einen Aufschwung im Personen- und Güterverkehr.
- 1893: In Frankreich wird per Gesetz eine Fahrradsteuer eingeführt, die auch Motorräder und Automobile besteuert. Mehrere andere Staaten ziehen in den folgenden Jahren mit dem Erschließen dieser Steuerquelle nach.
- 1893: Der „Industrial Black Friday“ in den USA löst erhebliche Kursverluste an der New York Stock Exchange aus, die besonders Eisenbahnaktien treffen. Die Wirtschaftskrise trifft in der Folge auch den Silbermarkt und entwickelt sich zur „Silber-Panik“.
- 1893: In Aachen gründet Franz Zentis ein Kolonialwarengeschäft, aus dem das Konfitüren, Süßwaren und andere Lebensmittel produzierende Unternehmen Zentis hervorgeht.
- 1893: Wenige Wochen nachdem er zum siebten Mal zum Ministerpräsidenten ernannt worden ist, erklärt Charilaos Trikoupis in einer Rede vor dem Parlament den Griechischen Staatsbankrott.
- 1896: Charles Pathé gründet mit seinen drei Brüdern in Paris die Société Pathé Frères, ein Unternehmen zum Verkauf phonographischer Geräte. Es entwickelt sich zu einem bedeutenden Film- und Plattenproduzenten.
- 1896: Herman Hollerith gründet die Tabulating Machine Company, ein Vorgängerunternehmen von IBM.
- 1896: Armand Peugeot gründet das Unternehmen Société Anonyme des Automobiles Peugeot mit Firmensitzen in Audincourt und Lille.
- 1896/1897: Zu einer der größten Arbeitsniederlegungen im Deutschen Reich entwickelt sich der einsetzende Hafenarbeiterstreik in Hamburg.
- 1898: Die Rheinisch-Westfälischen Elektrizitätswerk AG (RWE) wird durch die Elektrizitäts-AG, vormals W. Lahmeyer & Co und die Deutsche Gesellschaft für elektrische Unternehmungen gegründet, um die Stadt Essen mit Elektrizität zu versorgen.
- 1898: Mit der Hausmüllverwertung München GmbH nimmt in Deutschland das erste Unternehmen zur industriellen Mülltrennung seine Arbeit auf.
- 1898: Frank und Charles Seiberling gründen in Akron (Ohio) die Goodyear Tire & Rubber Company. Kautschukreifen für Kutschen und Fahrräder sowie Gummierzeugnisse sind die ersten hergestellten Produkte.
- 1898: Josef und Emil Berliner gründen in Hannover die Deutsche Grammophon Gesellschaft.
- 1898: Die Edeka-Gruppe entsteht durch Zusammenschluss von 21 Einkaufsvereinen aus dem Deutschen Reich im Halleschen Torbezirk in Berlin zur Einkaufsgenossenschaft der Kolonialwarenhändler.
- 1898: Gründung des Unternehmens „Renault Frères“ (Gebrüder Renault) von Louis, Fernand und Marcel Renault in Frankreich.
- 1899: AT&T kauft das Unternehmen American Bell auf und verschafft sich damit das Telefonmonopol in den USA.

### Kulturgeschichte
- Entstehung des Jugendstils und Beginn der Wiener Moderne, z. B. 1896 die Zeitschrift Jugend, Wandervogelbewegung.
- 1890: Gründung der Typographischen Gesellschaft München im Hackerbräuhaus in München.

#### Wissenschaft und Technik
- 1891: Erster Flug von Otto Lilienthal, tödlicher Absturz 1896;
- 1891: Elektrische Fernleitung von Oskar von Miller
- 1891: Baubeginn der Transsibirischen Eisenbahn.
- 1892: Dem Astronomen Martin Brendel und dem Geografen Otto Baschin gelingen die ersten bekannten Fotografien des Nordlichts.
- 1893: Dieselmotor; Reissverschluss

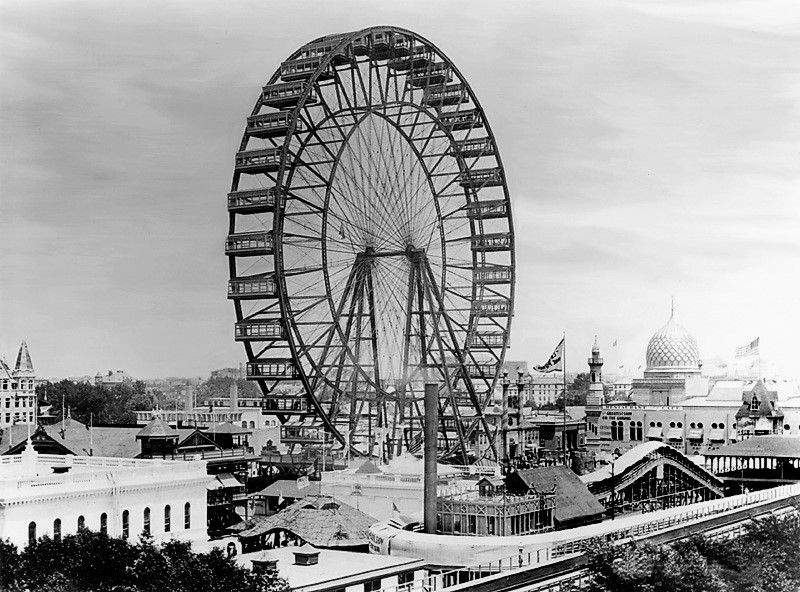
Das erste moderne Riesenrad Ferris Wheel auf der Weltausstellung in Chicago 1893

- Das erste moderne Riesenrad Ferris Wheel auf der Weltausstellung in Chicago 18931893: Das erste moderne Riesenrad der Welt – Ferris Wheel – wird von George Washington Gale Ferris, Ingenieur für Eisenbahntechnik und Brückenbau aus Pittsburgh, anlässlich der Weltausstellung in Chicago 1893 erbaut.
- 1893: Charles C. Cretors erfindet die erste Popcornmaschine der Welt, so dass nun Popcorn-Produktion in großem Maßstab möglich ist.
- 1895: Wilhelm Conrad Röntgen beobachtet erstmals Röntgenstrahlung
- 1895: Die erste Bus-Linie der Welt mit einem benzinbetriebenen Omnibus (5 PS), eingesetzt durch die Netphener Omnibusgesellschaft, gebaut von Carl Benz, nimmt zwischen Deuz und Siegen ihren Betrieb auf.
- 1896: Gottlieb Daimler baut den ersten LkW
- 1896, 1899: Sigmund Freuds Psychoanalyse, Traumdeutung.
- 1897: Der Soziologe Émile Durkheim publiziert seine bahnbrechende Studie Der Selbstmord
- 1897: J.J. Tomson entdeckt die Elektronen und bestimmt ihre Masse, Braun entdeckt die Kathodenstrahlröhre
- 1898: Das letzte lebende Exemplar des Königskleidervogels wird auf Hawaii gesichtet.
- 1899: Bei einer Rekordfahrt wird die elektrisch betriebene La Jamais Contente des Franzosen Camille Jenatzy das erste Landfahrzeug, das eine Geschwindigkeit von über 100 km/h erreicht.

Expeditionen
- 1893–1896: Nansens Fram-Expedition
- 1894. Der Höhlenforscher Max Brunello entdeckt die Lurgrotte, Österreichs größte Wasserhöhle.
- 1895: Mit dem Polarforscher Carsten Egeberg Borchgrevink setzt der erste Mensch seinen Fuß auf das antarktische Festland.
- 1897: Mit der Abreise der Belgica-Expedition aus Antwerpen Richtung Antarktis beginnt das „Goldene Zeitalters der Antarktis-Forschung“.

Chemie
- 1894: Argon wurde von Lord Rayleigh und William Ramsay entdeckt.
- 1895: Helium wurde von William Ramsay auf der Erde nachgewiesen – 27 Jahre nachdem es spektometrisch in der Sonne entdeckt wurde.
- 1895: Das Linde-Verfahren wird von Carl von Linde entwickelt.
- 1896: Henri Becquerel entdeckt die Radioaktivität.
- 1898: Pierre und Marie Curie entdecken das Radium.

Medizin
- 1890: Impfung mit Immunserum gegen die Diphtherie von Emil von Behring. Der französische Mediziner Charles Richet impft erstmals Immunserum bei einem Menschen.
- 1894: Yersin isoliert den Pestbazillus
- 1895: Daniel David Palmer betätigt sich als erster Chiropraktiker. Er korrigiert einen verschobenen Wirbel eines Patienten, was Letzterem seine Hörfähigkeit wieder zurückgibt.
- 1897: Felix Hoffmann stellt zum ersten Mal Aspirin her. Im selben Jahr synthetisiert er das Diacetylmorphin (Heroin).
- 1899: Frauen wurden erstmals offiziell zu den Staatsprüfungen der Medizin, Zahnmedizin und Pharmazie im Deutschen Reich zugelassen, über 100 Jahre nach Dorothea Christiane Erxlebens Tod, der ersten in Medizin promovierten Frau deutscher Staaten. An den Universitäten von Preußen wurden Medizinstudentinnen erstmals im Wintersemester 1908/1909 zugelassen.

Rundfunk
- 1890: Der britische Filmpionier Wordsworth Donisthorpe nimmt mit seinem im Vorjahr entwickelten Kinesigraph erste bewegte Bilder am Londoner Trafalgar Square auf.
- 1891: Thomas Alva Edison präsentiert den von William K. L. Dickson entwickelten Vorläufer heutiger Filmprojektoren, das Kinetoskop, erstmals der Öffentlichkeit und meldet seine Erfindung zum Patent an.
- 1895: Filmvorführung der Brüder Lumière
- 1895: Der russische Physiker Alexander Stepanowitsch Popow verwendet erstmals eine Dipolantenne zum Empfang elektromagnetischer Wellen. Der 7. Mai wurde in der Sowjetunion 50 Jahre später zum „Tag des Radios“ erklärt.
- 1898: Jonathan Zenneck nimmt in Cuxhaven die ersten Versuche mit drahtloser Telegrafie auf deutschem Boden vor und begründet damit den Seefunk.
- 1899: Guglielmo Marconi funkt über den Ärmelkanal.

#### Sport
- I. Olympische Spiele der Neuzeit nach dem Vorbild des Münchner Oktoberfests
- Gründung mehrerer bedeutender Sport- und Fußballvereine. Darunter AIK Solna, Central Uruguay Railway Cricket Club, FC Liverpool, Berliner Fußball Club Hertha 1892 (später dann: Hertha BSC), CFC Genua, FC Porto, FC Basel, Sparta Prag, Botafogo FR, CR Flamengo, VfB Leipzig, Aston Villa, Hannover 96, FC Zürich, Juventus Turin, CR Vasco da Gama, BSC Young Boys, Athletic Bilbao, SK Rapid Wien, FC Barcelona, AC Mailand, Olympique Marseille und Werder Bremen.
- 1891: In London werden die ersten Weltmeisterschaften im Gewichtheben ausgetragen.

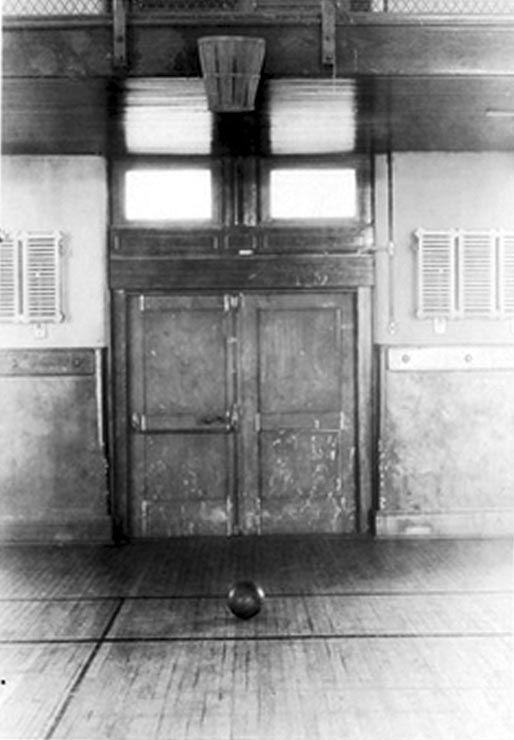
Bild des ersten Basket-Ball-Courts von 1891

- 1891: Das erste Basketballspiel findet auf der Basis von dreizehn von James Naismith erdachten Regeln statt. Auf Initiative von Senda Berenson Abbott findet 1893 das erste Basketball-Spiel für Frauen statt.
- 1891: Der Deutsche Fußball- und Cricket Bund wird gegründet. Die Gründung erfolgt als Alternative zum Bund Deutscher Fußballspieler, der vor allem auf Betreiben des BFC Germania 1888 keine ausländischen (insbesondere keine britischen) Spieler und Funktionäre zulässt.
- 1892: William Heffelfinger ist der erste Spieler, der gegen Bezahlung eines Geldbetrages ein American-Football-Spiel bestreitet.
- 1892: Das Stadion Celtic Park in Glasgow wird eröffnet. Im Eröffnungsspiel besiegen die Fußballer von Celtic Glasgow den FC Renton mit 4:3.
- 1892: Siegbert Tarrasch wendet bei einem Schachturnier in Dresden gegen Georg Marco erstmals die sogenannte Tarrasch-Falle in der Spanischen Partie an.
- 1892: In Oslo findet am Holmenkollen der erste Skisprungwettbewerb statt. Der Norweger Arne Ustvedt siegt mit einem Sprung von 21,5 Metern.
- 1893:  Bei der Eiskunstlauf-Europameisterschaft 1893 kommt es zum ersten großen Preisrichterskandal der Geschichte. Die Ergebnisse werden 1895 annulliert.
- 1893: Der Boxkampf Andy Bowen gegen Jack Burke bleibt nach 110 Runden und 7 Stunden 19 Minuten Dauer ohne Sieger. Es handelt sich damit um den längsten Boxkampf der Geschichte.
- 1893: Das weltweit erste weibliche Golfturnier findet in Lytham St Annes statt. Lady Margaret Scott ist Gewinnerin der ersten British Ladies Amateur Golf Championship.
- 1894: Pierre de Coubertin gründet auf dem Olympischen Kongress in Paris das Internationale Olympische Komitee mit dem Ziel, die Olympischen Spiele wiederzubeleben. Er wählte hierzu die Woche des französischen Derbys, da hierdurch die Teilnahme vieler Sportinteressierter gewährleistet war.
- 1894: Die Montréal Amateur Athletic Association gewinnt den ersten Stanley Cup ohne Herausforderer.
- 1894: Charles William Miller bringt den Fußball nach Brasilien.
- 1894: Das erste Rennen im Automobilsport findet am 22. Juli als Zuverlässigkeitsfahrt über 126 km von Paris nach Rouen und zurück statt. 15 der über 121 angemeldeten Fahrzeuge erreichen das Ziel. Dem eigentlichen Sieger, Albert de Dion, wird der Sieg vorenthalten, weil dessen Dampfwagen angeblich nicht „preiswert“ und „einfach in der Handhabung“ ist (was auf keines der teilnehmenden Fahrzeuge zutrifft). Daher wird de Dion als Zweiter klassiert.
- 1895: Das auf Initiative von Nettie Honeyball durchgeführte erste Frauenfußball-Match zwischen England-Nord und England-Süd endet mit 7:1.
- 1895: Der Schweizerische Fussballverband wird gegründet.
- 1895: William G. Morgan entwickelt das Spiel Mintonette als sanftere Alternative zum 1891 erfundenen Basketball. Unter dem Namen Volleyball wird es in den nächsten Jahren zu einem weltweit beliebten Sport.
- 1895: In Newport, Rhode Island, werden erstmals die US Open im Golf abgehalten. Sieger ist der Brite Horace Rawlins.
- 1896: In Sankt Petersburg findet die erste Weltmeisterschaft im Eiskunstlauf statt. Erster Sieger in dem anfangs nur für Herren konzipierten Wettbewerb wird der Deutsche Gilbert Fuchs.
- 1896: Spyridon Louis wird Olympiasieger im ersten neuzeitlichen Marathonlauf in 2:58:50 Stunden.
- 1896:  Auf der Strecke Paris–Nantes–Paris wird von acht Teilnehmern das erste Motorradrennen der Welt ausgetragen.
- 1897: Der Halensee in Berlin ist Schauplatz des ersten deutschen Eishockeyspiels. Der Akademische Sportklub behält in einer 2 × 20 Minuten dauernden Partie die Oberhand über ein Studententeam.
- 1897: Der Boston-Marathon ist der erste außerhalb der Olympischen Spiele veranstaltete Marathonlauf im Sport. 15 Athleten gehen in Boston an den Start.
- 1897: In London beginnt das erste internationale Schachturnier für Frauen.
- 1898: Joshua Slocum vollendet als erster Einhandsegler eine Weltumrundung und trifft mit seinem Boot Spray nach über dreijähriger Reise in Newport (Rhode Island) ein.
- 1898: Bei einem Endspiel der American-Football-Teams der University of Minnesota und der Northwestern University wird das Cheerleading geboren.

Radsport
- 1891: Pierre Giffard von der Zeitung Le Petit Journal organisiert erstmals das Radrennen Paris–Brest–Paris.
- 1892: Das Rennen Lüttich–Bastogne–Lüttich wird erstmals ausgetragen. Es ist damit das älteste noch ausgetragene Eintagesrennen und wird zu den fünf sogenannten Monumenten des Radsports gezählt.
- 1893:  Die Buffalo-Radrennbahn in Paris wird eröffnet. Henri Desgrange stellt hier den ersten Stundenweltrekord ohne Schrittmacher auf. Ebenfalls im Mai stellt Georges Cassignard mit 1:28 min einen neuen Weltrekord über 1 km mit stehendem Start auf.
- 1893: Die Distanzradfahrt Wien–Berlin endet mit einem Sieg des Bayern Josef Fischer. Dieses bedeutsamste deutsche und österreichische Radrennen vor dem Ersten Weltkrieg löst eine Hochkonjunktur bei Fahrrädern aus.
- 1893: Bei den Bahn-Radweltmeisterschaften 1893 wird der US-Amerikaner Arthur Augustus Zimmerman erster Weltmeister über die 10 km und das Sprintrennen. Erster Weltmeister im Steherrennen wird der Südafrikaner Laurens Smitz Meintjes.
- 1893: Das Radrennen Paris-Brüssel wird erstmals ausgetragen.
- 1896: Das Radrennen Rund um Berlin wird erstmals ausgetragen, er gilt als der älteste „Klassiker“ des deutschen Straßenradsports. Im selben Jahr wird das Radrennen Rund um Köln erstmals ausgetragen.
- 1896: Das Radrennen Paris–Roubaix wird erstmals ausgetragen, der deutsche Josef Fischer gewinnt die erste Austragung. Es ist einer der berühmtesten Eintagesrennen und wird zu den fünf sogenannten Monumenten des Radsports gezählt.

#### Bildende Kunst
- 1890: In Auvers-sur-Oise fiel der Maler Vincent van Gogh in einen wahren Schaffensrausch. In 70 Tagen schuf er rund 80 Gemälde und 60 Zeichnungen, darunter Die Kirche von Auvers, Das weiße Haus bei Nacht, Vase mit Kornblumen und Klatschmohn und Porträt des Dr. Gachet. Dort verstarb er am 29. Juli 1890.
- 1892: Die Münchener Secession wird gegründet. In Berlin wird eine Gemäldeausstellung des norwegischen Malers Edvard Munch eröffnet, die einen Skandal auslöst und 1898 zur Gründung der Berliner Secession führt.
- 1893: Der Schrei von Edvard Munch
- 1895: Das Monument aux Bourgeois de Calais von Auguste Rodin wird in Calais eingeweiht.
- 1897: Gründung der Wiener Secession.
- 1897: Einweihung des Kaiser-Wilhelm-Denkmals am Deutschen Eck in Koblenz.

#### Musik und Theater
- 1890: Das Ballett Dornröschen in der Choreographie von Marius Petipa mit der Musik von Pjotr Iljitsch Tschaikowski hat seine Uraufführung am Mariinski-Theater in Sankt Petersburg.
- 1890: In Berlin findet mit Henrik Ibsens Stützen der Gesellschaft die erste Theateraufführung der am 23. Mai von Otto Brahm, Bruno Wille und anderen gegründeten Freien Volksbühne statt. Sie hat zum Ziel, gesellschaftlich und sozial schwächer gestellten Bevölkerungsgruppen Zugang zu Bildung und zum kulturellen Leben zu ermöglichen.
- 1891: Mit Pjotr Iljitsch Tschaikowski wird die Music Hall of New York (spätere Carnegie Hall) offiziell eröffnet.
- 1892: Das Ballett Der Nussknacker von Pjotr Iljitsch Tschaikowski hat seine Uraufführung in St. Petersburg.
- 1892: Als private Bühne wird in Berlin das Theater am Schiffbauerdamm eröffnet.
- 1893: Das Pariser Olympia eröffnet seinen großen Konzertsaal. Die Music Hall wird von den großen Künstlern der Zeit und auch für andere Veranstaltungen genutzt.
- 1893: Neun Tage vor seinem Tod dirigiert Pjotr Iljitsch Tschaikowski in St. Petersburg die Uraufführung seiner Sinfonie Nr. 6 „Pathétique“ in h-Moll.
- 1896: 1. Februar: Die Oper La Bohème von Giacomo Puccini mit dem Libretto von Luigi Illica und Giuseppe Giacosa nach dem Roman Les scènes de la vie de bohème von Henri Murger hat seine Uraufführung am Teatro Regio in Turin unter der Leitung von Arturo Toscanini. Cesira Ferrani singt den Part der Mimì.
- 1896: In Berlin nimmt das Theater des Westens mit dem Märchenschauspiel Tausendundeine Nacht seinen Betrieb auf.
- 1896: John Philip Sousa komponiert Stars and Stripes Forever, die heimliche US-Nationalhymne.

#### Film

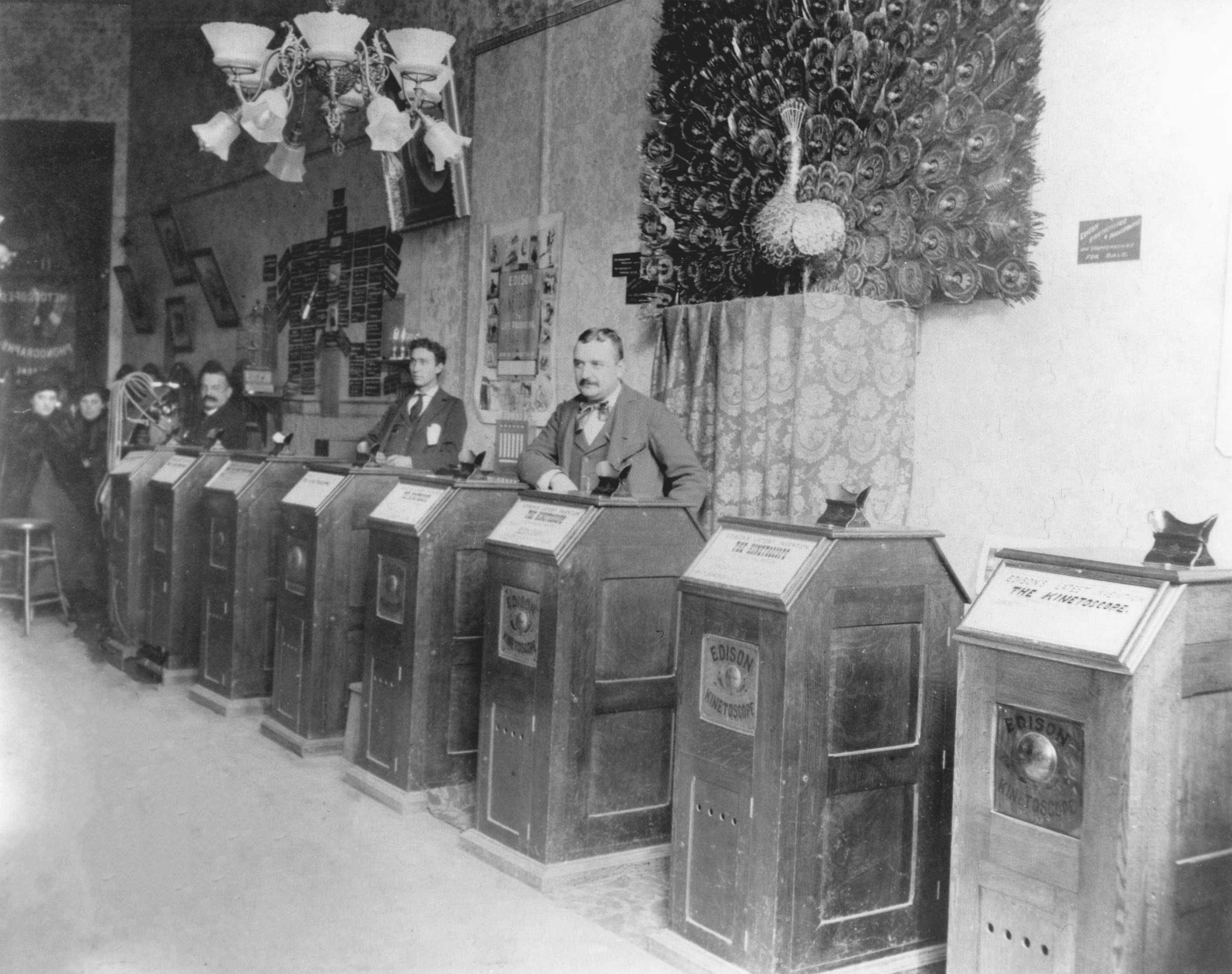
Der Kinetoscope Parlor

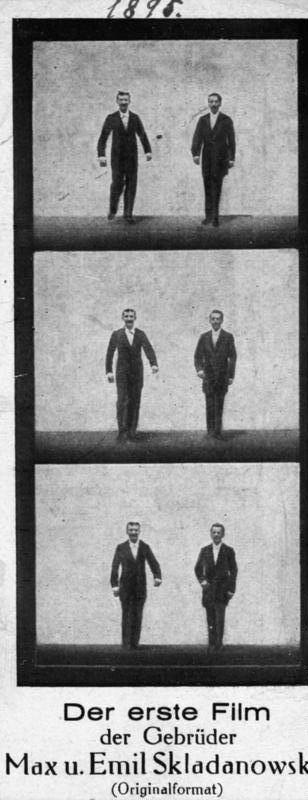
Filmstreifen aus dem ersten Film der Brüder Skladanowsky

- 1890: Monkeyshines, vermutlich der erste Film, der in den Vereinigten Staaten gedreht worden ist, wird veröffentlicht. Regisseur ist William K. L. Dickson, Kameramann William Heise.
- 1893: Thomas Alva Edison eröffnet in West Orange, im Bundesstaat New Jersey, die Black Maria, das erste kommerzielle Filmstudio der Welt. Dort führt er hergestellte Filme der Öffentlichkeit vor, die von seinem Assistenten William Dickson bei der Library of Congress eingereicht werden, um sie urheberrechtlich zu schützen. Unter anderem Blacksmith Scene, der als erster für kommerzielle Vorführungen produzierte Film gilt.
- 1894: William Dickson filmt seinen Assistenten Fred Ott beim Niesen. Damit entsteht zum einen die erste Closeup-Aufnahme. Fred Ott’s Sneeze ist außerdem der älteste beim United States Copyright Office eingetragene und mit einem Papierabzug geschützte Film.
- 1894: Am New Yorker Broadway wird mit dem Kinetoscope Parlor der Gebrüder Holland ein Vorläufer des Kinos mit zehn von William Dickson für den Erfinder Thomas Alva Edison entwickelten Schaukästen zur Betrachtung von Filmen eröffnet. Die bis zu 30 Sekunden langen Filme können jedoch nur von einer Person gleichzeitig betrachtet werden. Einer der ersten Filme, die bei der Eröffnung vorgeführt werden, ist die von Dickson im Vorjahr produzierte Blacksmith Scene.
- 1895: Die weltweit erste Filmvorführung findet vor einem geschlossenen Publikum in Paris statt. Gezeigt wird eine Fassung des Films Arbeiter verlassen die Lumière-Werke.
- 1895: Die weltweit erste öffentliche Filmvorführung findet in Berlin im Varieté Wintergarten durch die Brüder Max und Emil Skladanowsky statt.
- 1896: In den Wilhelmshallen in Berlin, Unter den Linden 21, wird ein Filmvorführraum der Deutschen Kinematographischen Gesellschaft eröffnet. Der Filmvorführraum gilt als erstes Kino in Deutschland. Geschäftsführer ist Gustav Schönwald.
- 1896: Im Kurzfilm The Kiss kommt es zum ersten Kuss der Filmgeschichte zwischen May Irwin und John C. Rice.
- 1898: Mit Tearing Down the Spanish Flag (Regie: J. Stuart Blackton) produziert die Vitagraph Company of America den mutmaßlich ersten Kriegsfilm der Filmgeschichte.
- 1899: Der britische Regisseur George Albert Smith, der der Schule von Brighton zugehörig ist, dreht den Kurzfilm The Kiss in the Tunnel. Der Film, in dem erstmals die Technik des Phantom Ride angewandt wird, ist auch eine Hommage an den Film The Kiss aus dem Jahr 1896.
- 1899: Der Stummfilm Cléopâtre von Regisseur Georges Méliès ist einer der ersten Horrorfilme.
- 1899: Der Stummfilm King John von William K. L. Dickson gilt als erster Film mit einem Shakespeare-Sujet.

#### Gesellschaft
- 1890: William Kemmler wird als erster Mensch auf dem elektrischen Stuhl hingerichtet.
- 1892: Die Choleraepidemie von 1892 in Hamburg ist der letzte große Ausbruch der Cholera in Deutschland.
- 1892: Émile Zola veröffentlicht den Roman La Débâcle (Der Zusammenbruch), der zur Verbreitung des Wortes „Debakel“ im allgemeinen Sprachgebrauch beiträgt.
- 1892: Andrew and Abby Borden werden in ihrem Haus in Massachusetts mit zahlreichen Axthieben ermordet aufgefunden. Der Verdacht fällt auf ihre Stieftochter Lizzie Borden.
- 1892: Die Dalton-Brüder werden beim Versuch, in Coffeyville im US-Bundesstaat Kansas zwei Banken zu überfallen, von einem Bürgeraufgebot gestellt und in eine Schießerei verwickelt. Vier der fünf beteiligten Banditen sterben, der überlebende wird später zu lebenslanger Haft verurteilt.
- 1893: Im Weißen Haus in Washington, D.C. findet die bislang einzige Geburt eines Babys statt. US-Präsident Grover Cleveland und seine Frau Frances freuen sich über ihre zweite Tochter Esther.
- 1893: Einführung der Mitteleuropäischen Zeit als einheitliche Uhrzeit für ganz Deutschland. Ab sofort gilt von „Aachen bis Königsberg“ die gleiche Uhrzeit. Zweck ist unter anderem die genaue Regulierung des Fahrplanes der Eisenbahn.
- 1894: Eröffnung des Reichstagsgebäudes in Berlin durch Kaiser Wilhelm II.
- 1894: Im britischen Seebad Blackpool wird der Blackpool Tower eingeweiht, ein am Vorbild des Pariser Eiffelturms orientierter Stahlfachwerkturm. Das zu diesem Zeitpunkt höchste Bauwerk im Vereinigten Königreich entwickelt sich zu einer Touristenattraktion.
- 1894: In Paris wird im Varietétheater Divan Fayounau der erste Striptease professionell getanzt. Die Künstlerin erhält wegen ihrer Vorführung eine Geldstrafe.
- 1895: Einweihung des Kaiser-Wilhelm-Kanals durch Kaiser Wilhelm II. (heute Nord-Ostsee-Kanal).
- 1895: Mit dem Automobile Club de France entsteht in Paris der weltweit erste Verkehrsclub.
- 1895: Der Autor Oskar Panizza wird wegen Blasphemie zu einem Jahr Einzelhaft verurteilt. Seine antikatholische Groteske Das Liebeskonzil war für die Münchner Staatsanwaltschaft ein Stein des Anstoßes.
- 1895: Oscar Wilde wird aufgrund homosexueller „Unzucht“ zu zwei Jahren Zuchthaus mit schwerer körperlicher Zwangsarbeit verurteilt.
- 1895: Alfred Nobel verfügt in seinem Testament die Einrichtung eines Preises für die Kategorien Physik, Chemie, Physiologie oder Medizin und Literatur. Außerdem sollte alljährlich jemand ausgezeichnet werden, der sich besonders für die Verbrüderung der Völker, die Abschaffung oder Reduzierung von Armeen sowie den Frieden eingesetzt hat.
- 1896: Als dritte U-Bahn der Welt wird die Glasgow Underground Railway (heute: Glasgow Subway) eröffnet.
- 1896: In Budapest fährt nunmehr regelmäßig die erste auf dem europäischen Kontinent verkehrende U-Bahn.
- 1896: George Carmack findet Gold am Klondike River in Kanadas Yukon-Territorium. Die Nachricht löst knapp ein Jahr später einen Goldrausch aus.
- 1896: In London wird Bridget Driscoll das erste Todesopfer in einem Verkehrsunfall, an dem ein Automobil beteiligt ist.
- 1897: Der Arzt John Harvey Kellogg lässt den Patienten in seinem Sanatorium in Battle Creek (Michigan) zum ersten Mal Cornflakes servieren, die er zusammen mit seinem Bruder Will Keith Kellogg erfunden hat.
- 1897: In der New York Sun erscheint die Antwort auf Virginia O’Hanlons Frage „Gibt es einen Weihnachtsmann?“ Erst nach dem Tod des Verfassers gibt die Zeitung im Jahr 1906 bekannt, dass das vielfach nachgedruckte Editorial von Francis Pharcellus Church stammt.
- 1897: Wien ist um ein Wahrzeichen reicher: Das Riesenrad im Prater beginnt seinen Fahrbetrieb.
- 1899: Der Musiker Konrad Büttgenbach erfindet das Brettspiel „Salta“, das sich vor dem Ersten Weltkrieg ungemein großer Beliebtheit erfreut.
- 1899: Im Sing-Sing-Gefängnis wird Martha M. Place als erste Frau auf dem elektrischen Stuhl hingerichtet.
- 1899: Eine schwere Hungersnot herrscht in Indien, verschärft durch die Politik der britischen Kolonialherren, und fordert Millionen Tote.

## Persönlichkeiten

### Politik
- John Thompson, Premierminister in Kanada
- Sir Wilfrid Laurier, Premierminister in Kanada
- Franz Joseph I., Kaiser in Österreich-Ungarn

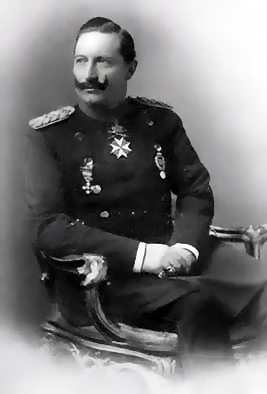
Wilhelm II.(1859–1941)

- Wilhelm II., Kaiser im Deutschen Kaiserreich
- Leo von Caprivi, Reichskanzler im Deutschen Kaiserreich
- Chlodwig zu Hohenlohe-Schillingsfürst, Reichskanzler im Deutschen Kaiserreich
- Umberto, König in Italien
- Leo XIII., Papst
- Alexander III., Zar in Russland
- Nikolaus II., Zar in Russland
- Félix Faure, Präsident in Frankreich
- Victoria, Königin des Vereinigten Königreiches von Großbritannien und Irland
- William Ewart Gladstone, Premierminister des Vereinigten Königreiches von Großbritannien und Irland
- Robert Gascoyne-Cecil, 3. Marquess of Salisbury, Premierminister des Vereinigten Königreiches von Großbritannien und Irland
- Benjamin Harrison, Präsident in den Vereinigten Staaten
- Grover Cleveland, Präsident in den Vereinigten Staaten
- William McKinley, Präsident in den Vereinigten Staaten
- Meiji, Kaiser in Japan
- Guangxu, Kaiser in China
- Cixi, Kaiserinwitwe von China
- Naser ad-Din Schah, Schah in Persien

### Wissenschaft
- Henri Becquerel, französischer Physiker
- Sigmund Freud, österreichischer Arzt, Neurophysiologe und Begründer der Psychoanalyse
- Wilhelm Conrad Röntgen, deutscher Physiker

### Musik
- Antonín Dvořák, tschechischer Komponist
- Scott Joplin, US-amerikanischer Komponist und Pianist
- Nellie Melba, australische Opernsängerin
- Richard Strauss, deutscher Komponist
- Giuseppe Verdi, italienischer Komponist